# 東生駒信号場
東生駒信号場（ひがしいこましんごうじょう）は奈良県生駒市にある近鉄けいはんな線の信号場。

## 歴史
- 2006年（平成18年）3月27日：生駒 - 学研奈良登美ヶ丘開業と同時に開設。

## 信号場構造
学研奈良登美ヶ丘方面への線路と東花園検車区東生駒車庫へ入出庫するための線路が分岐している。

## 信号場周辺
- 近鉄奈良線東生駒駅
- 東花園検車区東生駒車庫 - 車庫内は近鉄奈良線とつながっており、五位堂検修車庫へはモト75形を連結して回送される。

## 隣の施設
近畿日本鉄道
C けいはんな線
生駒駅 - 東生駒信号場 - 白庭台駅